# Mare Vaporum
Mare Vaporum ("mar de vapor") é um mare lunar ao sul do Mare Serenitatis.
O material lunar circundante é da época do Ímbrico Inferiore o material do mare é da época Eratostênica. O mare encontra-se em uma bacia ou cratera que está dentro do Oceanus Procellarum. O mare possui 245 km (152 mi) de diâmetro e 55,000 km2 de área e parece ser do período Pré-ímbrico. O mare é limitado pela cordilheira Montes Apenninus e foi nomeado por Giovanni Battista Riccioli in 1651.